# 蕭謙 (成化乙未進士)
蕭謙（1435年—？），字子豫，陝西西安府長安縣人，軍籍，明朝政治人物。同進士出身。

## 生平
早年出身國子生，天順三年（1459年）己卯科陝西鄉試第一名。成化十一年（1475年）乙未科會試第一百四十四名，殿試登進士第三甲第一百二十一名。

## 家族
曾祖父蕭宗禮。祖父蕭仲喜。父亲蕭聚。